# Монтгомери, Эдмунд
Эдмунд Монтгомери (англ. Edmund Duncan Montgomery) (1835—1911) — шотландский философ
 и теоретик биологии.

## Биография
Родился в Эдинбурге, Шотландия 19 марта 1835 года, сын шотландского юриста Дункана МакНила и Изабеллы Дэвидсон Монтгомери. Его родители не были женаты и разошлись вскоре после его рождения.
Начальное образование получил от частных учителей. Учился во многих лучших университетах Германии. В раннем возрасте познакомился с революционными идеями в Германии и в 13 лет принял участие в революции 1848 года. С 1852 по 1855 года изучает медицину в Гейдельберге. Здесь он присоединился к кружку Кристиана Каппа и перенял материалистические взгляды Людвига Фейрбаха и Якова Моленшотта, которые стимулировали исследования на протяжении всей жизни философских проблем жизни и разума с помощью экспериментальных методов. Получил докторское звание в Вюрцбурге сдав государственные экзамены в 1858 году. Вследствие заболевания туберкулезом не смог продолжать работать врачом. Стал членом Королевского Колледжа Врачей Лондона. 7 ноября 1863 года женился на скульпторше Элизабет Ней. В 1871 году Монтгомери, его жена и сын эмигрировали в Америку, где они приобрели плантацию Льендо, около Хемпстеда. Здесь он создал свою уникальную лабораторию, где и создавал философские произведения. С 1873 года Монтгомери посвятил себя научным исследованиям, размышлениям, фермерству и поднятию культуры своего района, участвовал в общественной жизни.
В июне 1907 года умерла Элизабет. Через два месяца после её смерти у Монтгомери произошел апоплексический удар, и он оставался инвалидом до конца жизни. В этот период он написал книгу «Откровение наличного опыта» (The Revelation of Present Experience) опубликованную в 1911 году.
Монтгомери скончался 17 апреля 1911 года.

## Научные работы
В своей первой монографии «Формирование так называемой клетки в живом теле» Монтгомери отказывается от объяснения феномена жизни в термина «витального принципа» и дает своё объяснение жизни в терминах «жизненное организации» химического результата живой субстанции, результата взаимодействия субстанции с её окружением. Это взаимодействие приводит к постоянно увеличивающейся сложности и трудности исследования структуры живого. В своей второй работе «Теория познания Канта и эмпирические принципы» он критикует теорию познания Канта, базирующуюся на абстракции, и указывает на его ошибку в оценке роли физиологической структуры организма в мышлении. В последующих работах Монтгомери прорабатывает и защищает свой «принцип объяснения»  различных философских проблем. В 1907 году суммирует свои основные научные взгляды в монографии «Философские проблемы в свете жизненной организации»
Для витализма имеют особое значение ряд сочинений Монтгомери более познавательно-критического и психологического характера, трактующие также о проблеме «я», и имеющие большое значение ряд статей. В его работе «Жизненность и организация протоплазмы» Монтгомери подвел итог своим биологическим воззрениям. Хотя здесь и выступает тенденция к более широкому пониманию понятия вещества, но все-таки живое вещество остается для него химическим понятием, правда, отличаясь при этом способностью к «реинтеграции». Зародыши в этом смысле «химические фрагменты или радикалы». Живое и безжизненное «одного и того же порядка»: одно не более мистично, чем другое.

В 1907 году вышло подводящее итоги сочинение Монтгомери [M10] "Философские проблемы в свете жизненной организации.
Монтгомери вопреки Канту и Беркли, убежденный критический метафизический реалист. Он ждет от своей метафизики соединения и разрешения двух проблем: проблемы «я» и индивидуальной организации. Чувственные восприятия не остаются для нас «простой мозаикой фактов» , но они «интегрируются» синтезом и превращаются в «сложную единицу». Человеческий организм есть, с одной стороны «неразделимое целое», а не «разделимый агрегат». Общее разрешение обеих проблем лежит в правильно сформулированном понятии субстанции. Монтгомери представляет себе в соответствии со своей реалистической метафизикой эту субстанцию, как специфическое химическое соединение, приблизительно в роде Рейля. Специфичность этого вещества влечет для Монтгомери за собой особенные, новые законы: это вещество, которое является «химической единицей», а никак не «простым агрегатом отдельных молекул», имеет «контролирующею силу» над организацией, подобно тому, как она совершает синтез многообразия в понятии «я»; она «нераздельная, бесконечно длящаяся и самосохраняющаяся субстанция; преходящие же феномены, возникающие в сознании — это лишь присущие ей проявления».
Первоначальное состояние организма после его нарушений восстанавливается именно жизненной субстанцией. При этом Монтгомери не имеет в виду какие-либо химические процессы обычного характера.
Ассимиляция представляется ему основным феноменом всего биологического, но она происходит на основании «внутренней конституированной автономии».
«Если бы Монтгомери на место своей химической объединяющей субстанции поставил категориальное понятие субстанции без отношения к материи, мы бы могли почти всецело присоединиться к его взглядам». Г. Дриш